# Vakuová technika

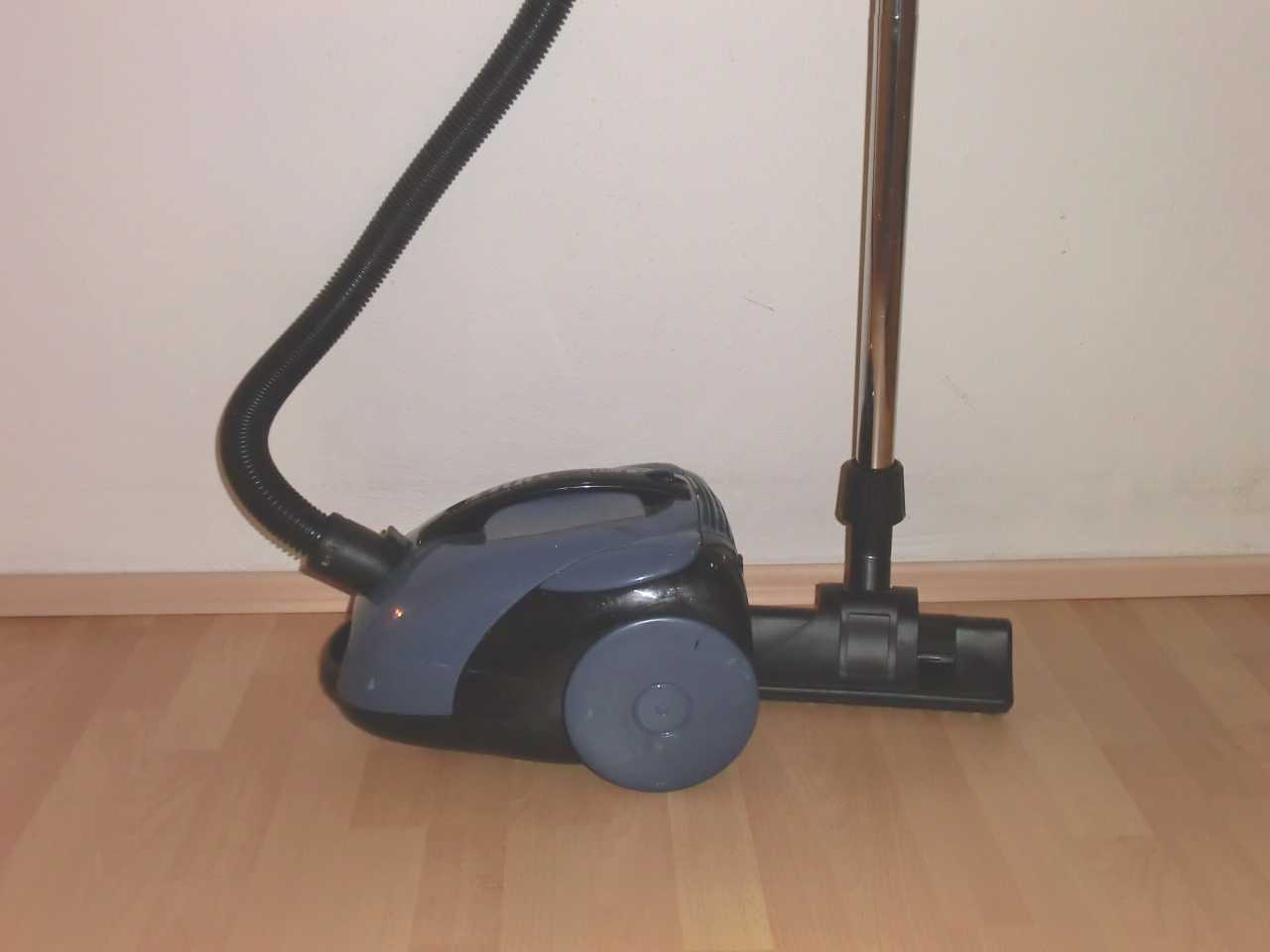
Vysavač

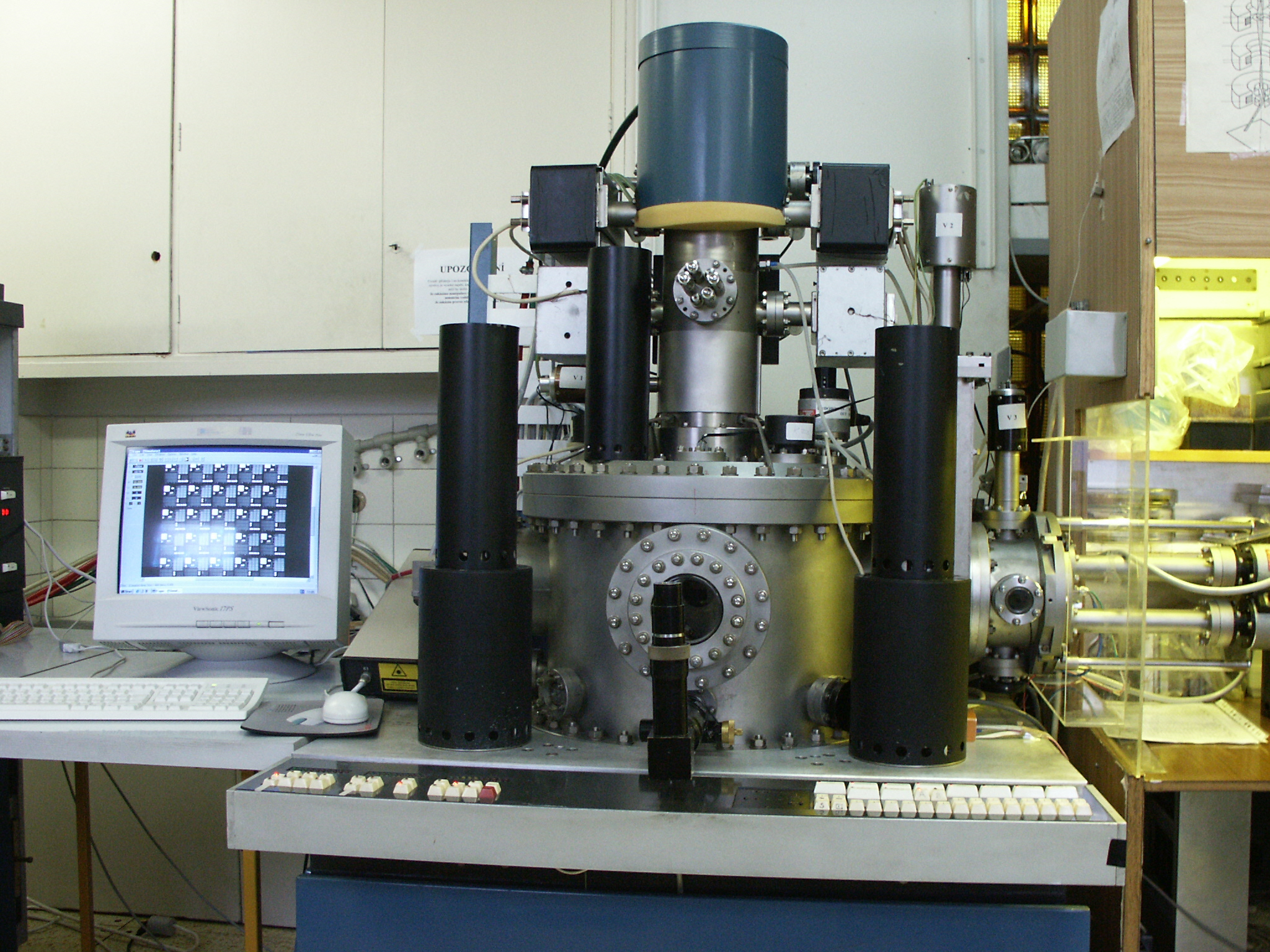
Elektronový litograf

Vakuová technika je technický, případně vědecký obor, který se zabývá otázkami vytváření a využívání vakua, nebo přesněji řečeno prostředí, ve kterém je tlak plynů nižší než atmosférický tlak.

## Technické prostředky
Technické prostředky potřebné k vytvoření prostředí se zředěným plynem, tj. především vakuové vývěvy, ale také nejrůznější další prvky pro konstrukci vakuových zařízení nabízejí specializovaní výrobci v mnoha technicky vyspělých zemích.
Požadovaný tlak může tedy mít kteroukoliv hodnotu nižší než atmosféra. Pro snadnější vyjadřování byly zavedeny pojmy jako: hrubé vakuum, nízké vakuum, vysoké vakuum a ultravakuum. Jim odpovídající tlaky jsou věcí konvence, tedy nijak striktně definované.

## Vývěvy
Pro snížení tlaku v uzavřeném prostoru je k dispozici celá řada čerpadel (vývěv) různých principů, konstrukcí a parametrů. Vývěvy jsou obvykle používány k odsávání vzduchu, ale mají i širší uplatnění. Atmosférický parní motor využíval vakuum namísto tlaku k tomu, aby pohyboval pístem. V 19. století bylo vakuum využíváno pro pohon v Isambard Kingdom Brunelově experimentální atmosférické železnici.

### Mechanické vývěvy

#### Rotační olejové vývěvy

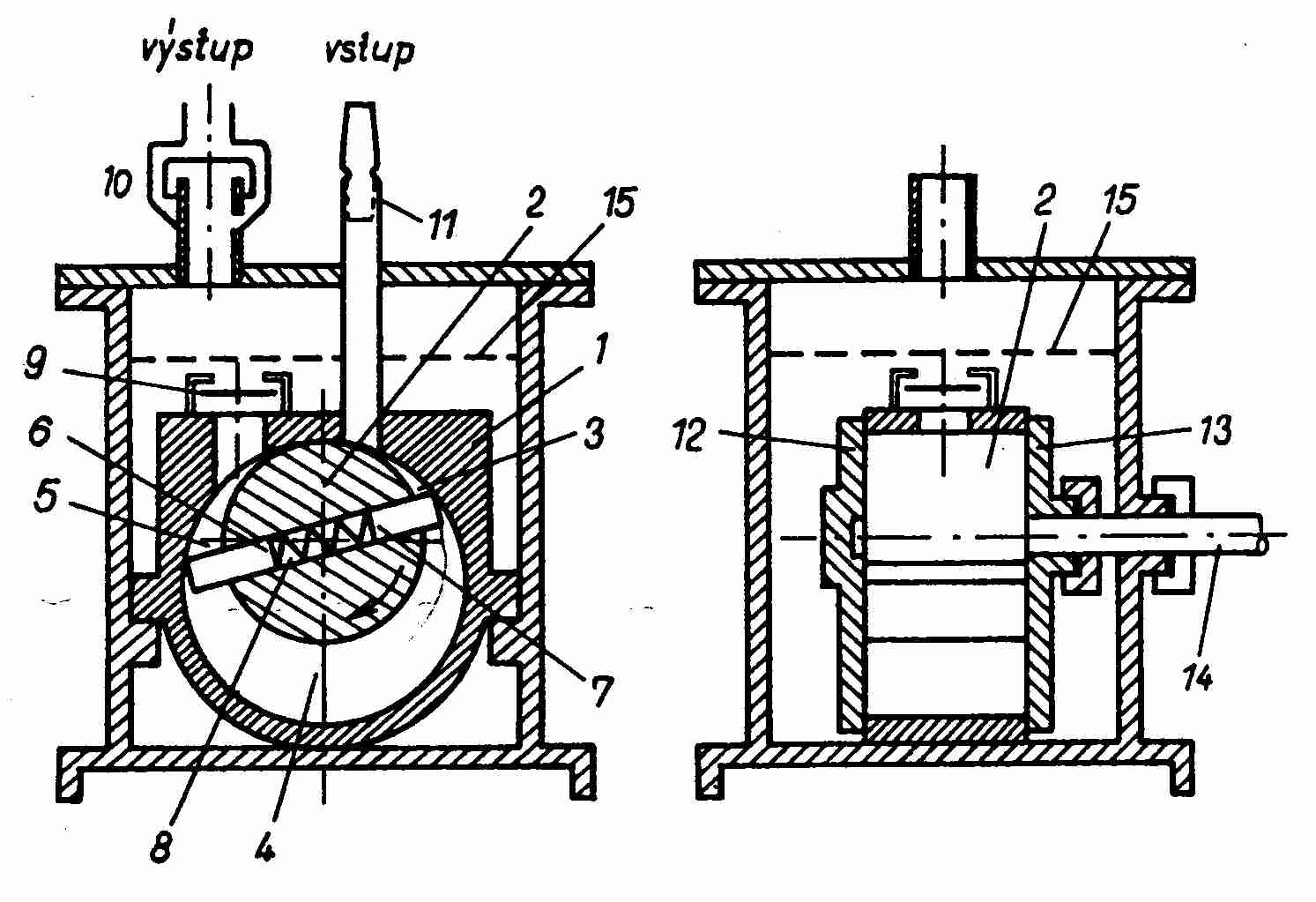
Rotační olejová vývěva

Pro prvotní snížení tlaku (z atmosférického) se používají vývěvy založené na principu mechanického přemísťování plynu (vzduchu)z uzavřeného prostoru do atmosféry. Podle mechanického principu jsou buď rotační nebo membránové.  Nejnižší tlak, jaký mohou vytvořit je v oblasti nízkého vakua. Jejich čerpací schopnost (rychlost) se obvykle udává objemem plynu v krychlových metrech, který přemístí za hodinu. Výrobci nabízejí rotační vývěvy s výkonem od 2 do 1000 m3/h.

#### Membránové vývěvy
Pro menší čerpací výkony se vyrábějí vývěvy s kmitající membránou. Jejich výhodou je tichý chod a "bezolejové vakuum".

#### Rootsovo čerpadlo

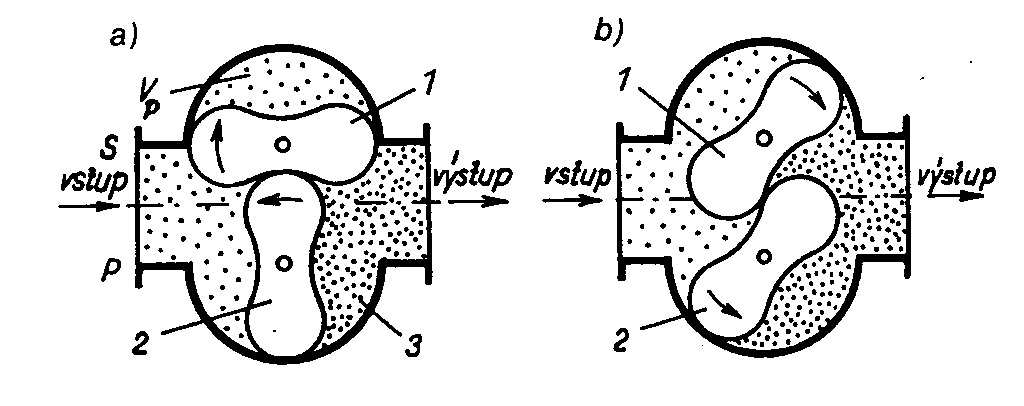
Rootsovo čerpadlo

Vývěvy tohoto typu využívají princip tzv. Rootsova mychadla, které přemisťuje plyn dvěma protiběžnými rotory ve tvaru číslice 8. Jejich výhodou je (relativně k rotačním olejovým vývěvám) vysoký čerpací výkon (třeba až 25 000 m3/hod), nižší dosažitelný tlak a absence par oleje. Nepracují proti atmosféře, ale jsou "předčerpávány", nejčastěji rotační vývěvou. Jsou charakterizovány dosažitelným rozdílem vstupního a výstupního tlaku, který bývá kolem 20 milibarů. Významně přispívají ke zkrácení doby čerpání velkých objemů (řádu stovek krychlových metrů).

#### Turbomolekulární vývěvy

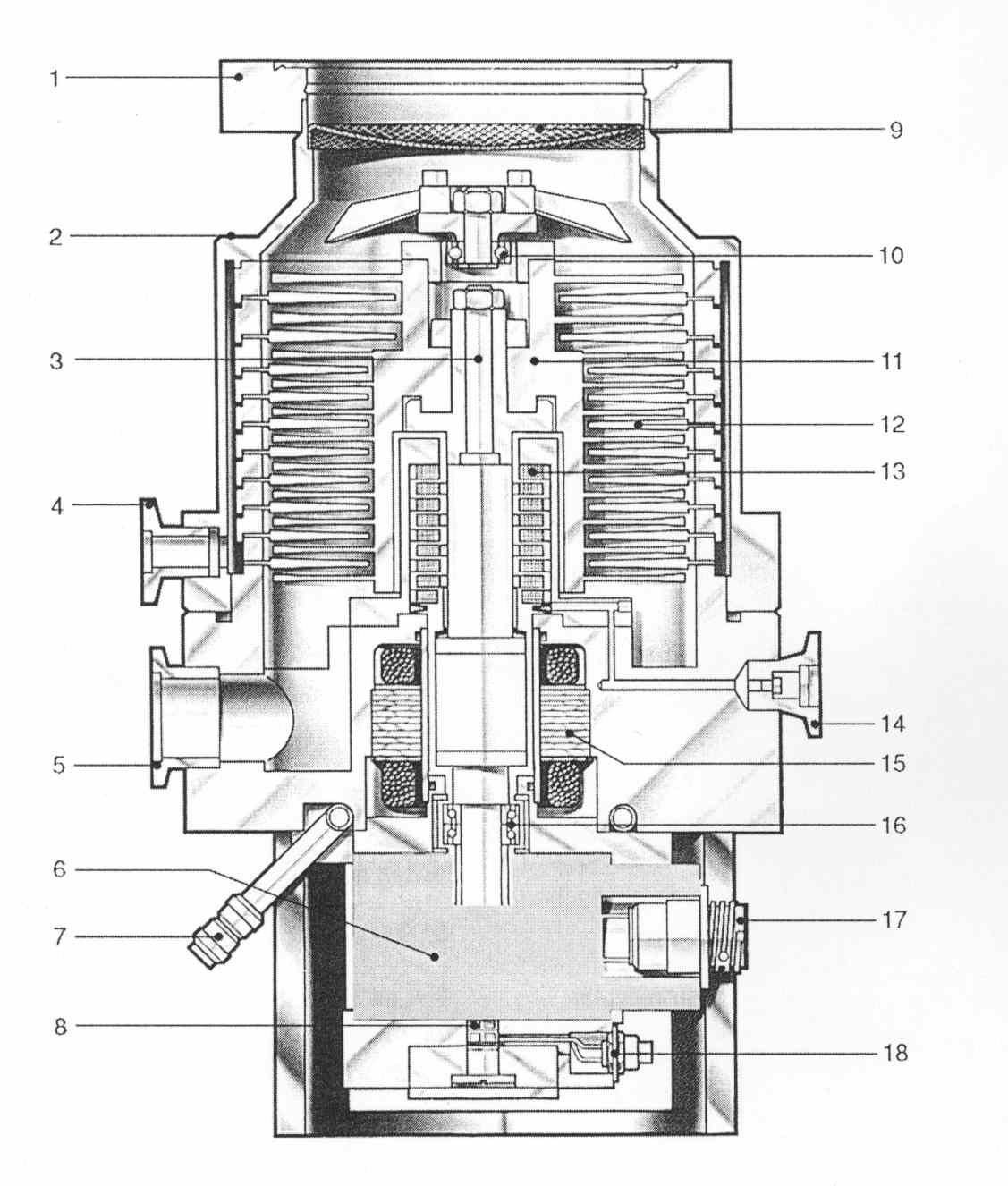
Turbomolekulární vývěva

Turbomolekulární vývěva přemisťuje molekuly plynu tím, že jim uděluje mechanicky impuls při jejich srážkách s velmi rychle se pohybujícími šikmými lopatkami. Kompresní poměr, tj. rozdíl tlaků na vstupu a výstupu který se dá takto dosáhnout je relativně malý, proto je nutné zařadit za sebou několik stupňů, a použít co nejvyšších otáček (desítky tisíc za minutu). Samozřejmě se neobejdou bez předčerpávání. Vyrábějí se v různých velikostech s čerpací rychlostí od desítek litrů do několika tisíc litrů za sekundu v rozmezí tlaku od 10−2 do 10−6 mbar. Hodí se proto k získávání "vysokého vakua". Jsou alternativou k "difúzním" vývěvám, proti kterým mají výhodu "čistého" vakua (bez olejových par)m, ale nevýhodu ve vysoké ceně.

### Paro-proudové (difúzní) vývěvy

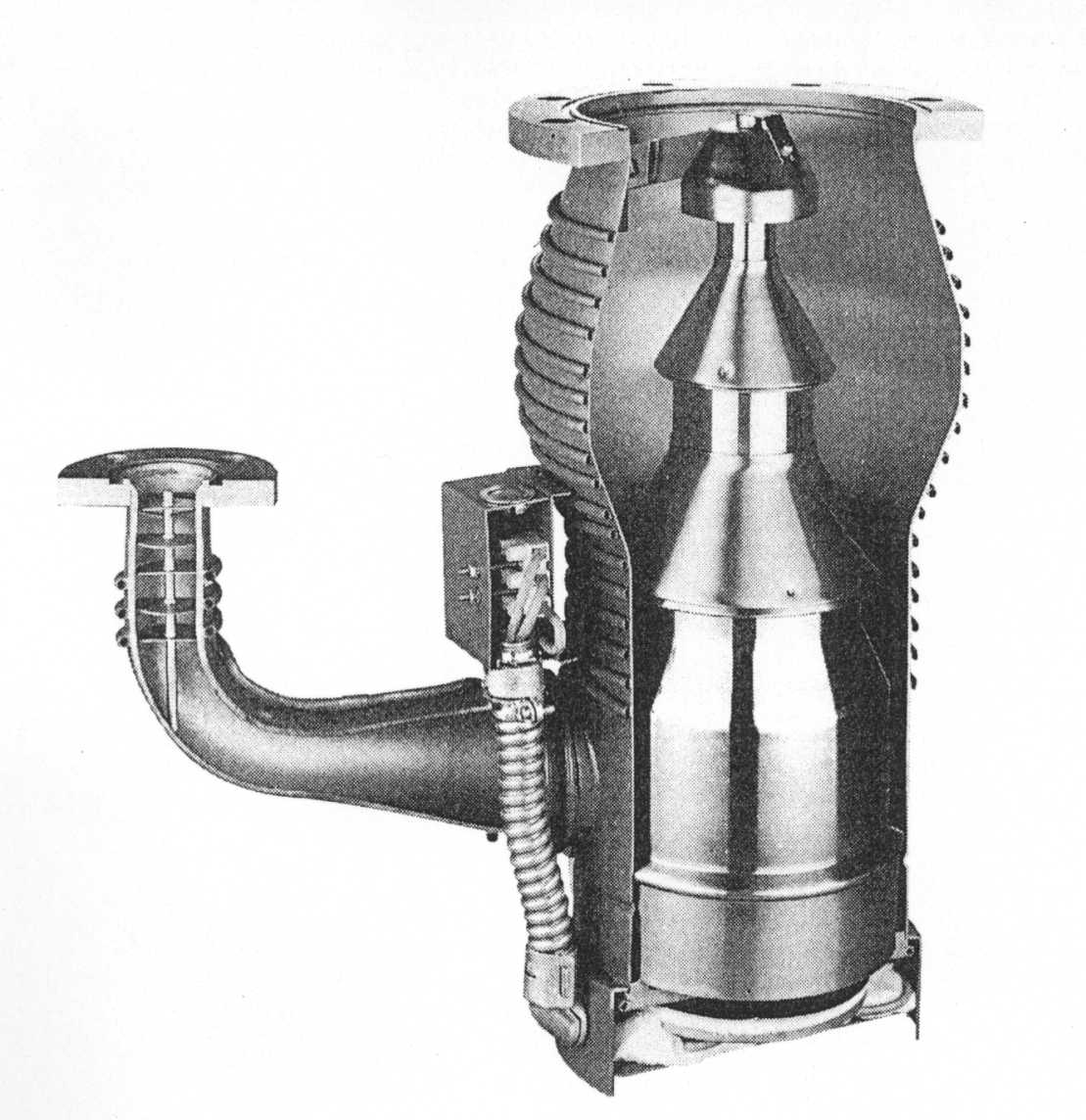
Řez difuzní vývěvou

Molekuly plynu mohou být za účelem "čerpání" přemisťovány také proudem páry usměrněné tryskou do jednoho směru. Pára vhodné kapaliny (která má nízký tlak nasycených par při "pokojové" teplotě) se získává zahříváním kapaliny na teplotu varu (ve vakuu) na dně válcové nádoby. Odkud se vede k trysce (kuželového tvaru), z níž pára proudí vysokou rychlostí (zvuku) ke stěně nádoby, kde kondenzuje a stéká ke dnu, kde je znova zahřívána. Rozdíl tlaků (kompresní poměr), který se dá takto dosáhnout je malý, proto se zařazuje několik (3 až 4) trysek za sebou.
Difúzní vývěvy mohou mít čerpací rychlost od několika jednotek l/s do desítek tisíc l/s. Pro mnohé aplikace je však na závadu přítomnost par čerpací kapaliny, proto jsou nahrazovány turbomolekulárními vývěvami.

### Sorpční vývěvy
Sorpční vývěvy netransportují čerpané plyny do atmosféry, nýbrž ukládají je v čerpaném prostoru do objemu nebo na povrchu se sorpčními schopnostmi.

#### Kryosorpční vývěva
Využívá k pohlcování plynů aktivní uhlí nebo (častěji) zvláštní materiál, tzv. zeolit, ochlazovaný kapalným dusíkem na teplotu blízkou -196 °C. Jeho sorpční schopnost je tak vysoká, že může být použit jako "primární" vývěva pracující od atmosférického tlaku, tj. nahradit rotační vývěvu. Výhodou je "čisté" vakuum, nevýhodou nutná manipulace s kapalným dusíkem.

#### Titanová sorpční vývěva
Využívá k vázání plynů sorpční schopnosti čerstvě napařené vrstvičky titanu. Ta se dá nejjednodušeji periodicky nebo kontinuálně vytvářet zahříváním titanového drátu průchodem elektrického proudu na teplotu, při které titan ve vakuu sublimuje v potřebném množství. Výhodou je zřejmá jednoduchost zařízení. Nevýhodou může být to, že ne všechny plyny jsou dostatečně absorbovány.

#### Iontové sorpční vývěvy

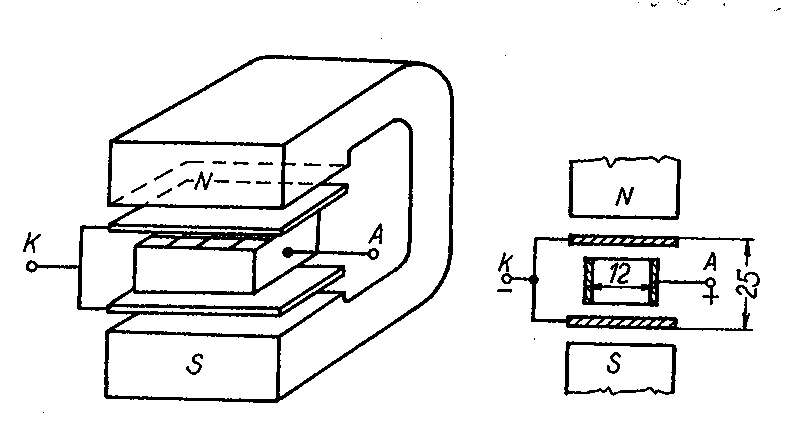
Iontová sorpční vývěva

Využívají pohlcování molekul plynů, které je zvyšováno jejich ionizací. Ta je uskutečňována srážkami s elektrony, jejichž dráha je prodlužována účinkem magnetického pole. Kladné ionty plynů jsou urychlovány napětím 3 až 7 kV k záporné titanové elektrodě. Lze jimi dosáhnout v "ultravakuových" aparaturách" tlaků v řádu 10−11 mbar. Nacházejí uplatnění např. v elektronových mikroskopech a vědeckých přístrojích pro studium povrchových jevů, kde je nezbytná čistota a co nejnižší tlak.

### Kondenzační vývěva
Jak již název naznačuje, plyny z čerpaného prostoru jsou (dočasně) odstraňovány tím, že kondenzují na chladném povrchu. Kondenzovat mohou ovšem jen ty plyny, které mají bod varu vyšší než je teplota kondenzační plochy. Nejnižší teploty se dá dosáhnout kapalným heliem. Jen heliová cryo-vývěva může proto čerpat všechny plyny. Protože je velmi nákladná uplatňuje se jen výjimečně, např. v aparaturách pro vědecké účely. Méně nákladné kondenzační "vývěvy" s kapalným dusíkem se uplatňují častěji, jako tzv. "vymrazovače" k odstranění nežádoucích par některých látek (vody, olejů apod.).

## Konstrukce vakuových zařízení

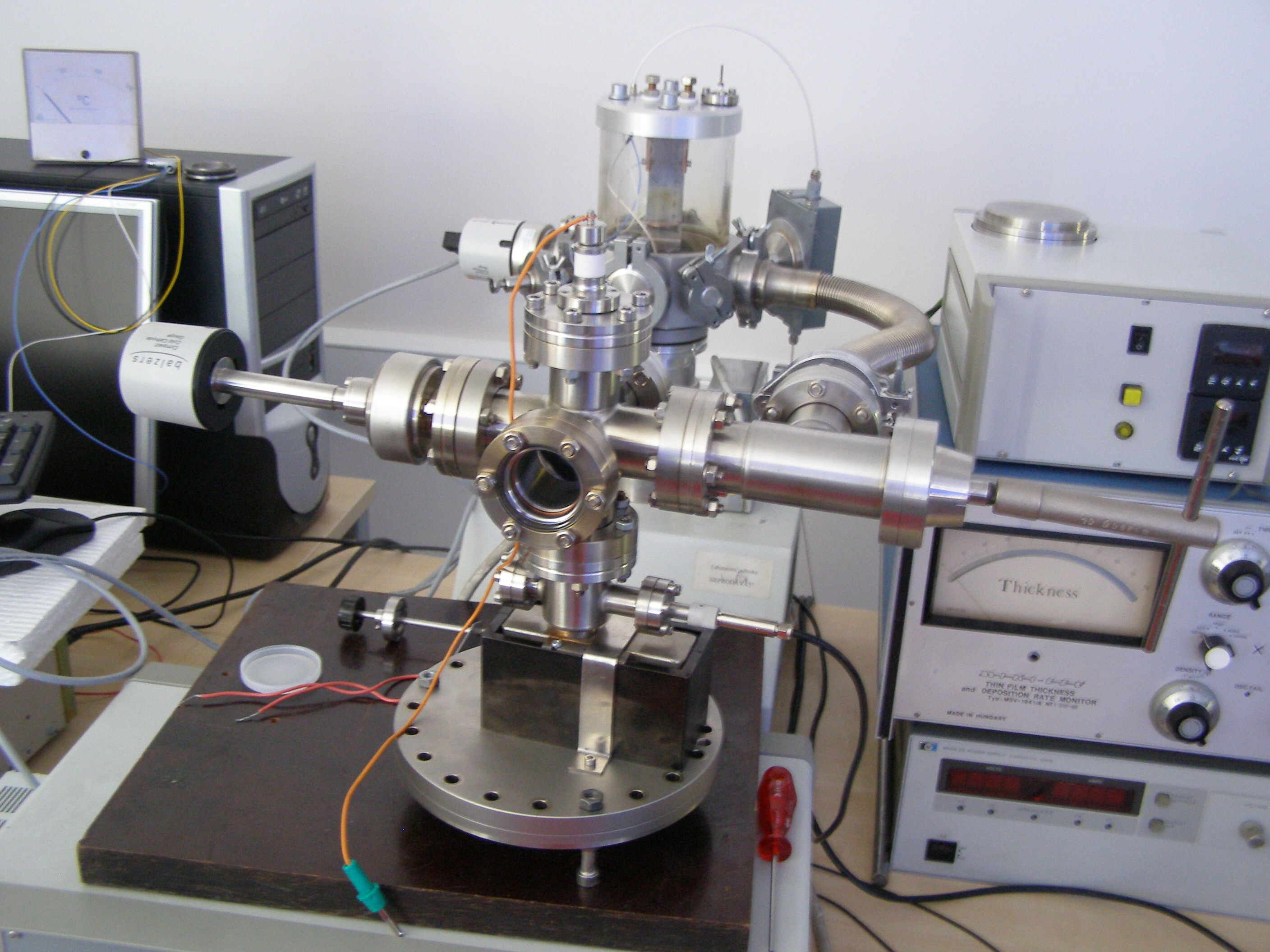
Ultravakuová aparatura

Má-li být rozebratelné, tj. trvale čerpané vakuové zařízení úspěšné, musí splňovat určité zvláštní podmínky. Především musí být dokonale těsné, a to jak ve stěnách oddělujících vakuový prostor od atmosféry, tak i ve všech rozebratelných spojích. Uvážíme-li, že vzduch vnikající netěsností do čerpaného prostoru zvětší svůj objem v poměru atmosférického tlaku k tlaku, který má být dosažen, tedy třeba 10−5 mbaru, je poměr objemů řádu 108, je jasné, že požadavky na těsnost jsou nesmírně přísné. Rozebratelné spoje se utěsňují nejčastěji elastickými kroužky, ale aparatury, ve kterých má být dosaženo ultravakua se musí odplyňovat zahřátím na teplotu několika set °C, a proto se těsní kovovými kroužky, nejčastěji měděnými. Těsnicí plochy musí být dokonale hladké a čisté.
Ke stavbě vakuových a ultravakuových zařízení dodávají výrobci celou řadu stavebních prvků, jako jsou příruby, spojovací potrubí, ventily, mechanické a elektrické průchodky, průzory, a taktéž přístroje pro měření tlaku (vakuometry) a "hledače netěsností".

## Vakuometry

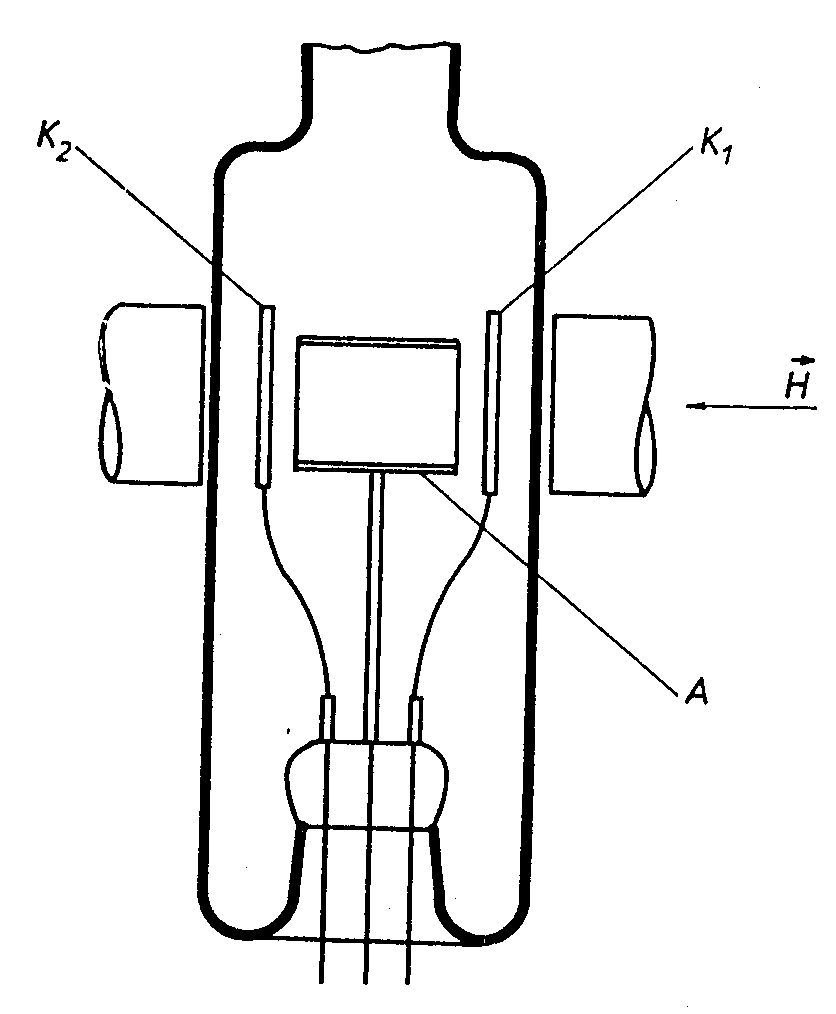
Penningův výbojový vakuometr

Žádný princip měření nízkých tlaků neumožňuje pokrýt celý rozsah tlaků od atmosférického až po ultravakuum. Proto byla v minulosti vyvinuta široká škála přístrojů založených na různých principech. Většina z nich byla překonána několika málo typy, které dnes jsou průmyslově vyráběny. V oblasti nízkého vakua se uplatňují vakuometry založené na tepelné vodivosti plynů, které jsou označovány podle jejich vynálezce německého fyzika Marcella Piranino. Moderní Piraniho manometr měří tlaky od 1000 do 10−3 mbar, v případě provedení jako MEMS až do 1,3x10−5.
Pro měření tlaků v oblasti vysokého vakua se uplatňuje Penningův vakuometr založený na principu elektrického samostatného výboje i při velmi nízkých tlacích udržovaného magnetickým polem permanentního magnetu. Jeho rozsah je od 5×10−3  do 10−9 mbar.
Někteří výrobci nabízejí i jiné, kombinované typy s velmi širokým rozsahem, např. od 1000 do 10−9 mbar.

## Hledače netěsností
Ani moderní vakuová technika nedokáže stoprocentně zaručit těsnost vakuového zřízení, proto se žádné vakuové pracoviště nevyhne problému hledání netěsností. K dispozici je dnes mnoho různých metod a přístrojů. Zde se proto zmíníme jen o dnes nejpoužívanějším a nejdokonalejším přístroji, heliovém detektoru netěsností. Je to hmotový spektrometr nastavený na detekci iontů helia. Většinou se využívá tak, že je "vakuově" spojen s testovaným prostorem, který je vyčerpán. Na podezřelá místa se fouká tenký proud helia. Tato metoda je ze všech dostupných nejcitlivější. Hranice zjistitelné netěsnosti je řádu 10−12 mbarl/s.
Většina hledačů netěsností umožňuje i provoz v tzv. čichacím módu. Při tomto způsobu hledání netěsností je testovaný objem naplněn heliem na pracovní tlak a k hledači netěsností je připojena čichací sonda, která odebírá na svém konci vzorek plynu a transportuje ho do hmotnostního spektrometru, kde je vyhodnocen obsah helia. Při pohybu sondy podél kritických míst je signál průběžne zpracovánán a únik hélia, značící netěsnost, je signalizován obsluze. Nevýhodou této metody je nižší citlivost (do řádu 10−8 mbarl/s)
Pro menší objemy je možné použít i integrální metody testování těsnosti, kdy je jedna strana testované součásti napuštěna heliem a na druhé probíhá detekce signálu helia hledačem netěsnosti. Tento test se nejvíce používá v masové výrobě pro oddělení vadných kusů. Lokalizace netěsnosti pro opravu pak může probíhat v dalším kroku.

## Využití vakua
Nejnižším stupněm vakua je podtlak. V běžném životě se s ním lze setkat ve vysavači, při vakuovém balení potravin, i v přísavkách, usnadňujících kupříkladu manipulaci s rozměrnějšími skleněnými tabulemi či díly. Vakuum jako ochranné prostředí našlo první hromadné uplatnění v klasických žárovkách, kde se používá dodnes. Vakuum slouží i jako dokonalá tepelná izolace nejen v termoskách, ale také ve zkapalňovačích a nejrůznějších kryotechnických zařízeních a přístrojích. Vysoké vakuum je též základním prostředím umožňujícím činnost elektronky. Jeho potřeba se postupně rozšířila do nejrůznějších oblastí lidské činnosti, uplatňuje se v televizní obrazovkách i v magnetronu mikrovlnné trouby.
Ve strojírenském průmyslu se uplatňuje například při výrobě nejčistších materiálů ve vakuových pecích s elektrickým ohřevem a v elektronových svářečkách.
Nezastupitelné místo v chemických provozech má i destilace za sníženého tlaku látek tepelně nestálých, které by se při destilaci za normálního tlaku rozkládaly. V rafinérství se používá k frakční destilaci ropy, kdy se při její destilaci snížením tlaku sníží i příslušné teploty varu jejích složek.
Bez vysokého a ultravysokého vakua se neobejdou vědecké přístroje, jako jsou spektroskopy, elektronové mikroskopy, přístroje pro zkoumání povrchů a zařízení pro vytváření tenkých vrstev napařováním a naprašováním, stejně jako mnohé jiné pokusné a vědecké aparatury.
Zkušenosti s konstrukcí a provozováním zařízení v podmínkách vakua se uplatňují také v kosmické a letecké technice.